# Мики, Рюки
Тацуёси (Рю́ки) Ми́ки (яп. 三木龍喜 Мики Тацуёси, ромадзи: Tatsuyoshi 'Ryuki' Miki; 11 февраля 1904, Такамацу, префектура Кагава — 9 января 1967, Токио) — японский теннисист. Первый в истории японского тенниса победитель турнира Большого шлема (Уимблдонский турнир, 1933, смешанные пары с Дороти Раунд). Игрок (1932) и капитан (1934) сборной Японии в Кубке Дэвиса.

## Спортивная карьера
В свою бытность студентом Высшей коммерческой школы Кобе Рюки Мики выступал за университетскую теннисную сборную. Там на него обратила внимание дочь главы торгового дома «Атака и Компания» Томико Атака, попросившая Рюки заниматься с ней теннисом. Мики был принял на работу в компанию Атаки и в конце 1920-х годов отправлен в Лондон — формально как помощник главы местного представительства компании Кютаро Идзаки, но на самом деле в качестве личного секретаря и компаньона Эйити Атаки — наследника главы корпорации, в это время учившегося в Англии, и его жены Митико Хаямы — своей бывшей соученицы по университету.
В Лондоне Мики стал частым гостем любительских турниров. Он шесть лет подряд (с 1929 по 1934 год) принимал участие в Уимблдонском турнире, четыре раза подряд дойдя там до третьего круга. В парном разряде он дважды — в 1932 и 1934 годах — доходил на Уимблдоне до четвертьфинала. Первый раз они с ещё одним японским теннисистом Дзиро Сато обыграли в третьем круге посеянных вторыми австралийцев Джека Кроуфорда и Гарри Хопмана, а в 1934 году Мики и южноафриканец Вернон Кирби нанесли поражение во втором круге посеянным четвёртыми Кроуфорду и Адриану Квисту. Но главного успеха на Уимблдоне Мики достиг в миксте. Выступая с британкой Дороти Раунд, чьим партнёром и тренером он был с 1931 года, Мики сначала дошёл на Уимблдоне до четвертьфинала в 1933 году, а на следующий год выиграл турнир смешанных пар, став первым в истории японцем, победившим на турнире Большого шлема. В менее престижных британских турнирах Мики часто доходил до финала и в одиночном разряде, выиграв в частности турниры в Кройдоне и Истбурне (1930), Бирмингеме (1931), Эджбастоне (1933) и Мелбери (1934). На турнире в Вейбридже Мики побеждал трижды — в 1929, 1930 и 1933 годах, а на чемпионате Шеффилда и Халламшира — дважды (1931, 1934).
Помимо Англии, Мики выступал также в других турнирах на Европейском континенте. Он трижды участвовал в чемпионате Франции (лучший результат в одиночном разряде — поражение в третьем круге в 1933 году), а в 1932 году в паре с Сато провёл за сборную Японии три матча Кубка Дэвиса в Европейской зоне. Сато и Мики победили во всех трёх своих парных встречах, в том числе и в ходе полуфинального гостевого матча с командой Италии, закончившегося общей победой хозяев с минимальным счётем 3:2. В феврале 1934 года Мики занял пост неиграющего капитана сборной Японии, но трагическая смерть лидера сборной Сато перечеркнула шансы японцев побороться в первом круге Европейской зоны с ещё одними заокеанскими гостями — командой Австралии. Рюки Мики завершил участие в теннисных соревнованиях после 1934 года.

## Участие в финалах турниров Большого шлема за карьеру (1)

### Смешанный парный разряд (1)
Победа (1)
| Год  | Турнир              | Партнёр      | Соперники в финале        | Счёт в финале |
| ---- | ------------------- | ------------ | ------------------------- | ------------- |
| 1934 | Уимблдонский турнир | Дороти Раунд | Дороти Шеферд Банни Остин | 3-6, 6-4, 6-0 |